# Flaminio Piatti
Flaminio Piatti (Turbigo, 11 luglio 1552 – Roma, 1º novembre 1613) è stato un cardinale italiano.

## Biografia
Proveniente da una nobile famiglia milanese che aveva avuto altri esponenti religiosi, era figlio di Girolamo Piatti e Antonia Vicemale. Studiò giurisprudenza.
Nel 1583 è avvocato concistoriale e nel 1586 uditore della Sacra Rota.
Papa Gregorio XIV lo fece cardinale diacono nel concistoro del 6 marzo 1591 con il titolo di Santa Maria in Domnica; ricevette la berretta rossa il 5 aprile dello stesso anno. Insieme a dodici altri cardinali ebbe l'incarico di occuparsi degli affari del Ducato di Ferrara.
Appassionato di arte, acquistò molte opere scultoree, che furono ereditate dal nipote, l'abate Cesare Piatti, che a sua volta le donò successivamente alla Biblioteca Ambrosiana: tra queste, due rilievi a trofei appartenenti al monumento funebre di Gaston de Foix-Nemours, opera di Agostino Busti detto il Bambaia.
La sua residenza fu per molto tempo a Turbigo, nel palazzo cinquecentesco chiamato "Corte Nobile" in vicinanza del castello. A Turbigo il cardinale lasciò, dopo la sua morte, una grande somma per farvi costruire una chiesa; la sua costruzione su un'antica chiesa fu approvata dai cittadini nel 1628 e fu organizzata dal fratello Domizio Piatti, gesuita, riprendendo lo stile della Chiesa del Gesù di Roma; la chiesa fu intitolata ai Santi Cosma e Damiano e vi fu annesso un convento maschile degli agostiniani scalzi; essa oggi è uno dei monumenti principali di Turbigo. Sempre a Turbigo aveva fatto costruire, nell'antica chiesa parrocchiale della Beata Vergine Assunta, una cappella intitolata a San Diego d'Alcalà, come voto personale al santo. Oggi rimane solo la pala tardo-cinquecentesca.
Partecipò al conclave del 1591 che portò all'elezione di papa Innocenzo IX.
Partecipò anche al conclave del 1592 che elesse papa Clemente VIII. In tale pontificato scelse il 9 marzo 1592 la diaconia dei Ss. Cosma e Damiano. L'anno successivo il 15 marzo 1593, passò al titolo di cardinale prete di San Clemente. Optò successivamente per il titolo di Sant'Onofrio il 10 giugno 1596. Il 24 aprile 1600 cambiò nuovamente assumendo il titolo di Santa Maria della Pace.
Nel 1604, insieme ad altri cardinali milanesi, caldeggiò la beatificazione di Carlo Borromeo, canonizzato da papa Paolo V nel 1610.
Partecipò al primo conclave del 1605, nel quale fu eletto papa Leone XI; ed al secondo conclave del 1605 nel quale fu eletto papa Paolo V.
Fu Camerlengo del Sacro Collegio dal gennaio 1610 al gennaio 1611.
Morì il 1º novembre 1613 a Roma. È sepolto nella Chiesa del Gesù di Roma. Sulla lapide del suo sepolcro il nipote Girolamo Piatti fece incidere la seguente iscrizione: 
D. O. M./ FLAMINII PLATI PATRICII MEDIOLANENSIS/ S.R.E. PRESB. CARD./ OSSA HIC IACENT/ CUIUS PERITIAM LEGUM/ OPPORTUNITATEM CONSILIORUM STUDIUM RELIGIONIS/ NON HIC DISCES SEPULCHRALI FIDE POSTHUMAQUE FAMA/ DISCES SI ID CURAS/ AB ROMANAE ROTAE IUDICIBUS/ A PURPURATOTUM PATRUM SENATU/ APUD QUOS COLLEGAE INCOMPARABILIS ADMIRATIO/ IN PERPETUUM VIVET/ QUOD AUTEM VIRO MORTALE FUIT/ HIERONYMUS PLATUS COMES CARPINIANI/ EQUE S. IACOBI A SPATHA/ IN HOC SUAE ERGA OPTIMUM PATRUUM PIETATIS MONUMENTO/ COMPOSUIT/ OBIIT ANNO DOMINI MDCXIII/ AETATIS SUAE LXIII//.OD HIER PLAT IVN PRINC MONTIS LEONIS OBLITERATUM RESTITVIT AN MDCCXVII